# A repülő ház
A repülő ház, egy Japánban készített Tondera Hausu no Daibōken (トンデラハウスの大冒険, ’A repülő ház kalandjai’), 52 epizódból álló anime sorozat, melyet a Tatsunoko Productions készített, 1982 áprilisa és 1983 márciusa között közvetítették a TV Tokyo-n, és a Christian Broadcasting Network által az Egyesült Államokban is megjelenítették. 2010-ben a Christian Broadcasting Network honlapján meg lehet tekinteni a teljes sorozatot.

## Történet
A sorozat egy bújócska-játékkal kezdődik, amikor egy fiatal fiú, Justin Casey befejezi a számolást és elkezdi megkeresni barátait, Angela „Angie” Roberts-et és annak kisöccsét Dagobert „Dugó” Roberts-et. Amint megtalálja őket egy erdő közepén, váratlanul kitör egy vihar. Justin fedezékbe vezeti a többieket, mielőtt eláznának. Végül találnak egy rejtélyes, de furcsa kinézetű házat az erdő közepén, majd Justin hatására észrevétlenül bemennek oda. Első látásra úgy tűnt, hogy a ház gazdátlan egészen addig, amíg fel nem fedeznek egy napenergia-robotot, név szerint Robit. Hamarosan találkoznak a ház tulajdonosával, Humphrey Dongó professzorral, aki megmutatja a gyerekeknek legnagyobb alkotását, az időgépet, amely félig rakéta és félig ház, és amelynek neve: „A repülő ház”. Dongó professzor kísérletet tesz arra, hogy a gépet működésbe hozza Benjamin Franklin híres villámhárítós kísérletét felhasználva egy a ház külsejére erősített papírsárkány segítségével. A kísérlet balul sül ki, melynek hatására Robi személyisége ideiglenesen megváltozik, a kedves robot pedig megvadul, és a pusztítás következtében a repülő ház visszamegy a múltba. Justin, Angie, Dugó és Robi nem tudják meddig fog tartani a visszaút haza, mert Dongó professzor folyton hibát vét az időutazás során. Ám ők eközben tanúi lesznek és részt vesznek (kis mértékben vagy következmények nélkül) a bibliai Újszövetség számos eseményében Keresztelő János születésétől Pál apostol fellépéséig.

## Szereposztás
| Szereplő                  | Japán hang       | Angol hang       | Magyar hang                               |
| ------------------------- | ---------------- | ---------------- | ----------------------------------------- |
| Justin Casey              | Satomi Majima    | Billie Lou Watt  | Bor Zoltán                                |
| Angela "Angie" Roberts    | Sanae Takagi     | Sonia Owens      | Detre Annamária                           |
| Dagobert "Dugó" Roberts   | Runa Akiyama     | Helena Van Koert | Csellár Réka                              |
| Humphrey Dongó professzor | Yoshito Yasuhara | Hal Struder      | Józsa Imre                                |
| Robi, a robot             | Kyōko Tongū      | Ray Owens        | Lux Ádám                                  |
| Jézus Krisztus            | Jun Hazumi       | Ray Owens        | Lippai László Csernák János Kassai Károly |
| Keresztelő János          | N/A              | Hal Studer       | ?                                         |
| Narrátor                  | N/A              | N/A              | Csernák János                             |
| Zakariás                  | N/A              | N/A              | Kenderesi Tibor                           |
| Mária                     | N/A              | N/A              | Kökényessy Ági                            |
| József                    | N/A              | N/A              | Kassai Károly                             |
| Péter apostol             | N/A              | N/A              | Kassai Károly                             |
| Heródes                   | N/A              | N/A              | Kránitz Lajos                             |
| Elba                      | N/A              | N/A              | Földi Teri                                |
| János apostol             | N/A              | N/A              | Bognár Zsolt                              |
| András apostol            | N/A              | N/A              | Vass Gábor                                |
| Pál apostol               | N/A              | N/A              | Schnell Ádám Kárpáti Tibor                |

További magyar hangok: Bartucz Attila, Boros Zoltán, Buss Gyula, Cs. Németh Lajos, Dimulász Miklós, Dobránszky Zoltán, Dögei Éva, Elekes Pál, Fekete Zoltán, Gruber Hugó, Helyey László, Holl Nándor, Horkai János, Izsóf Vilmos, Jakab Csaba, Kardos Gábor, Katona Zoltán, Kenderesi Tibor, Kristóf Tibor, Lesznek Tibor, Mics Ildikó, Orosz István, Papp János, Schnell Ádám, Simon György, Szokol Péter, Szoó György, Uri István, Várkonyi András, Zsigmond Tamara

## Epizódok
1. Irány a múlt!                                               
2. Szentséges éj                                            
3. Elveszett, de megkerült                             
4. Kiáltó szó a pusztában
5. A sátán szava
6. Jöjj, kövess engem!
7. A római százados titkai
8. Salome története
9. Egy másik élet
10. A szökevény
11. Felebarátok
12. Szegény kis gazdagok
13. Aki a legnagyobb
14. Visszatérés a sírból
15. Az igazi kincs
16. Mi lenne ha....
17. Az elveszett bárány
18. Nincs borunk
19. A kiskutyák is esznek a maradékból
20. Anna, a kis árva
21. Akinek füle van, hallja
22. Legyetek éberek!
23. A geraszai megszállott
24. A hited meggyógyított
25. Igaz barátok
26. A sátán kapuja
27. Az élő víz forrása
28. A cserbenhagyott
29. Az vesse rá az első követ
30. Olaj és víz
31. A nagy titok
32. Éjféli vendégek
33. Mennyit ér?
34. Akik nem hoznak jó gyümölcsöt
35. Királyod jön szamárcsikó hátán
36. A kis kém
37. A nárdusolaj
38. Az árulás
39. Ki lesz a bírája?
40. A töviskoszorú
41. A golgota
42. Az üres sír
43. Veletek vagyok mindennap
44. A csodálatos szabadulás
45. Tíruszi fiúk
46. Vakító fény
47. Fogság és szabadulás
48. Illatos szőlő
49. A hajótörés
50. Kígyómarás
51. Szívfájdalom
52. Hazatérés

## Magyar stábtagok
- Magyar szöveg: Frigyes Katalin
- Hangmérnök: Kovács Gábor
- Rendezőasszisztens: Hegedűs Krisztina, Bíró Ibolya, Motár Zsuzsa
- Vágó: Kozma Mari
- Gyártásvezető: Nagy Zoltán, Pálinkó Mária
- Szinkronrendező: Dr. Márkus Éva

A szinkront a Magyar Televízió megbízásából a Rex Film Kft. készítette.